# Gianni Bisiach
Gianni Bisiach (né à Gorizia le 7 mai 1927 et mort à Rome le 20 novembre 2022) est un journaliste de télévision et de radio, présentateur, essayiste, documentariste et scénariste italien.

## Biographie
Gianni Bisiach est né à Gorizia. Après avoir obtenu son diplôme en médecine, Bisiach s'inscrit au Centro sperimentale di cinematografia. Au milieu des années 1950, il entre à la RAI en tant que collaborateur du programme d'information TV 7. À la fin des années 1970, il commence à travailler à la radio, où il a créé le talk-show de  Radio Uno Radio anch'io, qui a été diffusé entre 1978 et 1992 et a eu un spin-off télévisé, toujours animé par Bisiach,.
Au cours de sa carrière, Bisiach a également réalisé le film documentaire I due Kennedy un segment du film d'anthologie I misteri di Roma et a collaboré à divers scénarios,. Il a également écrit plusieurs livres, notamment le livre d'interview Pertini racconta en collaboration avec Sandro Pertini.
La dernière chronique de Bisiach, Un minuto di storia du TG1, a duré treize ans, de 2001 à 2013.
Gianni Bisiach meurt à Rome le 20 novembre 2022, à l'âge de 95 ans.

## Œuvres littéraires
- (it) Così si muore, Gênes, Immordino, 1968.
- (it) Pertini racconta. Gli anni 1915-1945, Milan, Mondadori, 1983.
- (it) Radio anch'io. L'Italia al microfono, Milan, Mondadori, 1985.
- (it) Inchiesta sulla felicità. Cento e più modi d'essere realmente felici, Milan, Rizzoli, 1987,  (ISBN 88-17-53155-3).
- (it) Il presidente. La lunga storia di una breve vita, Rome, Newton & Compton, 1990.
- (it) I Kennedy. La dinastia che ha segnato un secolo, Rome, Newton & Compton, 1999,  (ISBN 88-8289-354-5).
- (it) Un minuto di storia, Milan, Mondadori, 2003,  (ISBN 88-04-52634-3).